# エマヌエーレ・フィリベルト・ディ・サヴォイア＝アオスタ
エマヌエーレ・フィリベルト・ディ・サヴォイア（Emanuele Filiberto Vittorio Eugenio Albertp Genova Giuseppe Maria di Savoia-Aosta, 1869年1月13日 - 1931年7月4日）は、第2代アオスタ公。

## 生涯
1870年から1873年までスペイン王となったアメデーオ・フェルディナンド・マリーア・ディ・サヴォイアとマリーア・ヴィットーリア・ダル・ポッツォ・デッラ・チステルナとの長男としてジェノヴァに生まれる。1871年から1873年まで父のスペイン王即位によりアストゥリアス公となる。1890年に父が亡くなるとアオスタ公となった。
1895年6月25日、キングストン・アポン・テムズ（ロンドン）で、オルレアン家の当主パリ伯フィリップの次女エレナ（1871年 - 1951年）と結婚し、2男をもうけた。
- アメデーオ・ウンベルト・イザベッラ・ルイージ・フィリッポ・マリーア・ジュゼッペ・ジョヴァンニ (Amedeo Umberto Isabella Luigi Filippo Maria Giuseppe Giovanni, 1898年 - 1942年) - 第3代アオスタ公
- アイモーネ・ロベルト・マルゲリータ・マリーア・ジュゼッペ・トリーノ (Aimone Roberto Margherita Maria Giuseppe Torino, 1900年 - 1948年) - クロアチア王トミスラフ2世、第4代アオスタ公

第一次世界大戦ではイタリア陸軍の第三軍団を指揮した。
1931年にトリノで死去。長男のアメデーオが後を継いだ。